# Lloyd Cole (album)
Lloyd Cole è il primo album da solista del cantautore britannico omonimo, pubblicato il 21 febbraio 1990.

## Descrizione
L'album, pubblicato dalle etichette Polydor e Capitol su LP, musicassetta e CD, è prodotto dallo stesso Cole con Fred Maher e Paul Hardiman. I testi dei brani sono interamente composti dall'interprete, che firma anche le musiche di 9 di essi.
Dal disco vengono tratti i singoli No Blue Skies, Don't Look Back e Downtown.

## Tracce

### Lato A
1. Don't Look Back
2. What Do You Know About Love?
3. No Blue Skies
4. Loveless
5. Sweetheart
6. To the Church
7. Downtown

### Lato B
1. A Long Way Down
2. Ice Cream Girl
3. Undressed
4. I Hate to See You Baby Doing That Stuff
5. Waterline
6. Mercy Killing